# Hugo Soria
Hugo Maximiliano Soria Sánchez (Paysandú, 16 febbraio 1990) è un calciatore uruguaiano, centrocampista del Gimnasia (J).

## Caratteristiche tecniche
È un centrocampista centrale.